# Buffalo (banda de Australia)
Buffalo fue una banda de hard rock formada en Sídney, Australia en 1971, principalmente recordada por ser pionera del heavy metal durante la década de los 70 gracias a discos como Volcanic Rock de 1973 y Only Want You For Your Body de 1974. La banda surgió a partir del grupo de blues-rock de Brisbane Head, que fue originalmente formado en 1968 por Dave Tice y Peter Wells. Un cambio en la formación y en la dirección musical vio nacer a la nueva banda. El nombre Buffalo fue elegido aleatoriamente de un mapa de Australia porque parecía más comercial que el nombre anterior, el cual era considerado ofensivo debido a sus connotaciones sexuales.
A pesar de su corta y muy oscura carrera, la banda dejó un legado en los movimientos del heavy metal, pub rock y rock alternativo de Australia, habiendo sido la primera banda en firmar un contrato con la disquera Vertigo Records, además de haber sido teloneros de Black Sabbath en 1973 por dos fechas durante su gira por Australia.
Actualmente el vocalista y fundador de la banda, Dave Tice, ha vuelto a poner en marcha a la agrupación bajo el nombre de Buffalo Revisited desde 2013, actuando y tocando en vivo los temas de los clásicos Buffalo, acompañado por Paul Wheeler en la batería, Harry Brus en el bajo y Peter Ross en la guitarra.

## Discografía
- Dead Forever... (1972)
- Volcanic Rock (1973)
- Buffalo (EP) (1974)
- Only Want You For Your Body (1974)
- Mother's Choice (1976)
- Average Rock 'n' Roller (1977)
- Rock Legends: Buffalo (compilation - 1980)
- Skirt Lifters: Highlights & Oversights 1972-1976 (compilado - 1989)